# Калифорнийская королевская змея
Калифорнийская королевская змея (Lampropeltis zonata) — неядовитая змея рода Королевские змеи семейства ужеобразных (Calubridae).

## Описание
Общая длина колеблется от 60 см до 1 м. Голова немного вытянутая, морда тупая. Туловище массивное и стройное. Окраска состоит из чёрных и белых чередующихся колец. В большинстве случаев чёрные кольца рассечены надвое красной полосой, которая может замыкаться на брюхе, но бывает и не замкнутой. Типичная окраска большинства подвидов представлена следующим набором чередующихся полос: чёрная — красная — чёрная — белая — чёрная. У некоторых подвидов красный отсутствует, рисунок представлен только чёрными и белыми полосами. Верхняя сторона головы чёрная с белой поперечной полосой или пятнами по бокам. На морде присутствуют красные пятна.

## Образ жизни
Любит горную местность. Встречается на высоте до 2400 метров над уровнем моря. Активна ночью. Питается ящерицами, грызунами, змеями, птицами и их яйцами.
Это яйцекладущая змея. Самка откладывает до 20 яиц.

## Места обитания
Вид распространён от севера полуострова Калифорния (Мексика), через штат Калифорния до юга Орегона (США). Изолированная северная популяция обитает на юге штата Вашингтон (США).